# دريان بروير
دريان بروير (ولد في 6 يناير 1995) هو لاعب كريكيت من الدرجة الأولى في جنوب إفريقيا. كان جزءا من تشكيلة منتخب جنوب أفريقيا في عمر 19 عاما وشارك في كأس العالم للكريكيت عام 2014 .
تم تضمينه في فريق فري ستيت للكريكيت لكأس أفريقيا ودخل القائمة لأول مرة لصالح فري ستيت في 2016 وكانت أول مباراة يوم 9 أكتوبر عام 2016.